# Strategic Command 2: Blitzkrieg
A Stategic Command 2: Blitzkrieg egy, a második világháborút felölelő események alapján készült stratégiai számítógépes játék. A játékot a Fury Software fejlesztette és a Battlefront.com adta ki 2006. április 28-án. Ez is, mint az összes Battlefront termék boltokban nem kapható, az interneten keresztül lehet megrendelni. A játék a Strategic Command nevű játéksorozat második része és készült egy kiegészítője is, a Strategic Command 2: Patton Drives East.

## A játék hadjáratai, jellemzői és menete
A játékban hat hadszíntér öleli fel az európai harcokat. Ezek az 1939-es lengyelországi offenzíva, a Dánia és Norvégia elleni 1940-es invázió, az 1941-es oroszországi hadjárat, a sztálingrádi csata 1942-ből, a szövetségesek 1943-as szicíliai inváziója és persze az 1944-es normandiai partraszállás (D-day). A hat hadjárat mellett még be van építve öt minikampány is. 
Ezek fontosabb csatákat ölelnek fel, mint például a Kurszki tankcsatát vagy az 1944-es Bulge-i csatát. Ezekben a minikampányokban adott feltételek vannak megadva és ezeket teljesítve éred el a győzelmet. A játék alapkörnyezet Európa kétdimenziós, részletesen kidolgozott térképe. Ezen kívül megtalálható az Amerikai Egyesült Államok, Észak-Afrika és a Szovjetunió térképe is. A játék további jellemzői:
- 30 szereplő ország (6 nagy és 24 kicsi)
- 16 különböző katonai egység
- 26 jellemzővel bírnak a katonai egységek

A játékban nem csak harcolni lehet, hanem a diplomáciai lépéseket is lehetséges tenni bizonyos irányokban.

## Egyéb lehetőségek
A játékban az a különleges, hogy meg lehet változtatni az egész alapfelállást, szabályokat. Be lehet állítani, hogy milyen erős legyen a háttérgazdaság, ellátás és az egységek erőforrásai.
Emellett megkapjuk azt az eszközkészletet is megkapjuk, amellyel a játék készült. Ezekkel a lehetőségekkel új pályát és új hadszíntereket is lehet készíteni.
A játékot az egyszemélyes játékmód mellett háromféleképpen lehetséges hálózatban is játszani.